# Rete tranviaria di Nordhausen
La rete tranviaria di Nordhausen è la rete tranviaria che serve la città tedesca di Nordhausen. È composta da tre linee.